# Hocus Pocus (film)
Hocus Pocus is een Amerikaanse fantasyfilm uit 1993, geregisseerd door Kenny Ortega. De film werd uitgebracht door Disney. Hoofdrollen worden vertolkt door Bette Midler, Kathy Najimy en Sarah Jessica Parker.

## Verhaal
De film begint in het Amerikaanse plaatsje Salem in het jaar 1693. Drie heksen – Winifred, Sarah en Mary Sanderson – maken plannen om de levenskracht van een jong meisje genaamd Emily te absorberen om zo onsterfelijk te worden. Haar broer, Thackery Binx, probeert haar te redden, maar de heksen doden Emily voor hij iets kan doen. De heksen veranderen Binx vervolgens in een onsterfelijke zwarte kat om hem te straffen voor het verstoren van hun plannen. Niet veel later worden de heksen gevangen en ter dood veroordeeld. Net voor ze sterven, laat het spreukboek van Winifred een vloek los die de drie in staat stelt om gedurende een nacht weer de aarde te bewandelen wanneer een maagd een magische kaars aansteekt.
300 jaar later, tijdens halloween, wordt de kaars aangestoken door een jongen genaamd Max. Hij, zijn zusje Dani en zijn vriendin Allison worden vervolgens doelwit van de weer tot leven gebrachte heksen, die voordat de zon opkomt proberen alsnog hun onsterfelijkheid te krijgen. Binx, die nog altijd een kat is, komt de drie te hulp. De heksen roepen een zombie genaamd Billy Butcherson (die ooit de geliefde was van Winifred) om de drie kinderen te vangen. Ondertussen worden ze zelf geconfronteerd met het hedendaagse leven. Iedereen ziet hun heksenkleding aan voor halloweenkostuums dus niemand is bang voor ze. Eenmaal proberen de kinderen de heksen te doden in een oven, maar ze kunnen ontsnappen.
Uiteindelijk blijkt Billy Butcherson aan de kant van de kinderen te staan daar hij nog een rekening te vereffenen heeft met de heksen. In de climax van de film vechten de vier het uit met de heksen op een kerkhof. Winifred gebruikt een toverdrank om de levenskracht van Max te absorberen wanneer de zon opkomt. De vloek wordt verbroken en de heksen exploderen.
Nu de heksen definitief zijn verslagen is de vloek op Binx opgeheven. Zijn geest kan eindelijk naar het hiernamaals vertrekken.

## Hoofdrolspelers
| Acteur               | Personage          |
| -------------------- | ------------------ |
| Bette Midler         | Winifred Sanderson |
| Sarah Jessica Parker | Sarah Sanderson    |
| Kathy Najimy         | Mary Sanderson     |
| Omri Katz            | Max Dennison       |
| Thora Birch          | Dani               |
| Vinessa Shaw         | Allison            |
| Sean Murray (acteur) | Thackery Binx      |
| Doug Jones           | Billy Butcherson   |

## Achtergrond
Het script voor Hocus Pocus werd oorspronkelijk geschreven voor een televisiefilm voor Disney Channel, welke geproduceerd zou worden door een van Disneys kleinere studio's. De producers vonden het script in zijn uiteindelijke vorm echter geschikt genoeg voor een bioscoopfilm met bekende acteurs.
De film ging in juli 1993 in Amerika in première, en in oktober 1994 in Australië en de meeste Europese landen. De film werd slecht ontvangen door de recensenten, maar werd desondanks redelijk bezocht. De populariteit van de film nam toe nadat deze op video was uitgebracht. Tegenwoordig heeft de film een cultstatus.

## Ontvangst
Hocus Pocus heeft voornamelijk negatieve recensies ontvangen. Van de recensies die bekend zijn bij Rotten Tomatoes zijn er 30% positief. De consensus is volgens de recensieaggregator: "Harmlessly hokey yet never much more than mediocre, Hocus Pocus is a muddled family-friendly effort that fails to live up to the talents of its impressive cast." ("Onschuldig afgezaagd maar nooit beter dan matig. Hocus Pocus is een warrige familie-vriendelijke film die het niet lukt om gebruik te maken van de talenten van de indrukwekkende acteurs.")

## Prijzen en nominaties
In 1994 werd Hocus Pocus genomineerd voor vijf Saturn Awards en vijf Young Artist Awards. Hiervan won de film er twee:
- De Saturn Award voor beste kostuums
- De Young Artist Awards voor beste jeugdacteur in een hoofdrol van een comedyfilm (Thora Birch)